# Monobloc

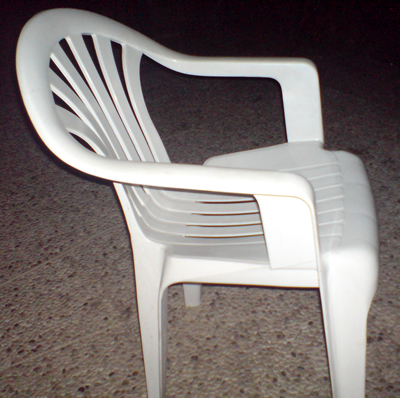
Une chaise Monobloc.

Monobloc est une chaise légère en polypropylène empilable, généralement de couleur blanche. Elle est, avec ses variantes, considérée comme la chaise en plastique la plus diffusée au monde,.

## Histoire
Le premier prototype est conçu par le designer canadien D.C. Simpson en 1946 et des variantes de cette chaise en plastique sont entrées en production via Allibert Group et Grosfillex Group dans les années 1970. L'inspiration provient de la chaise Universal 4867 de Joe Colombo en 1965, mais aucun brevet n'est alors été déposé pour une conception de chaise monobloc.
Son aspect trouve sa forme définitive en 1973 avec un brevet déposé par le le designer français Henry Massonnet pour sa société Stamp, également concepteur du tabouret Tam Tam. Après un démarrage difficile, plus d'un milliard d'unités sont vendues rien qu'en France, en faisant un des vingt-cinq meubles les plus emblématiques du 20e siècle.
Plusieurs milliards de Monoblocs ont été vendus en Europe, un fabricant italien en produisant plus de dix millions par an. En effet, peu chère à produire, elle est abordable. Plusieurs pays en produisent de par le monde.
La chaise Monobloc est nommée ainsi parce qu'elle est moulée par injection de plastique.
Le théoricien social Ethan Zuckerman décrit la chaise Monobloc comme ayant « atteint une ubiquité culturelle mondiale ».

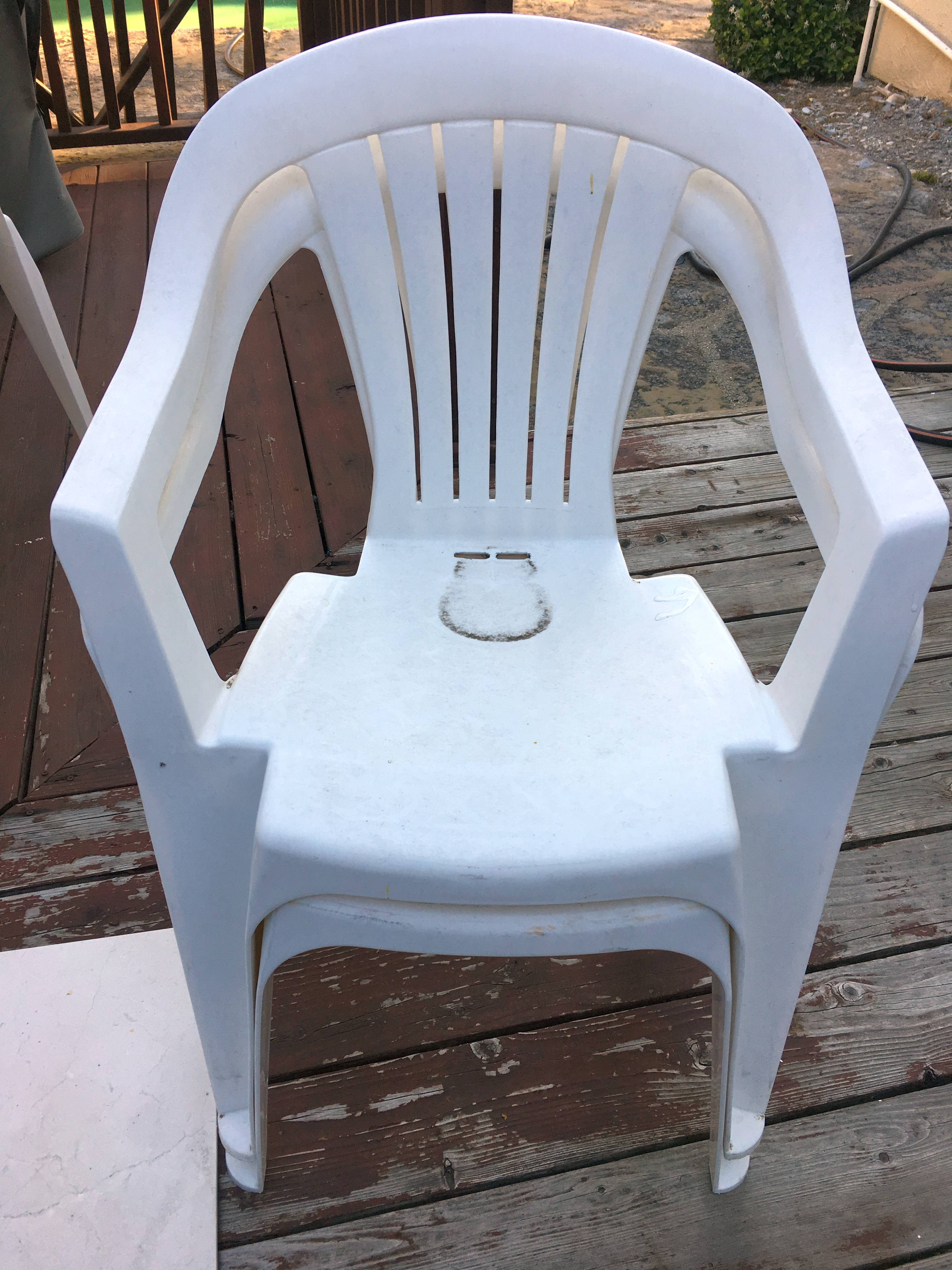
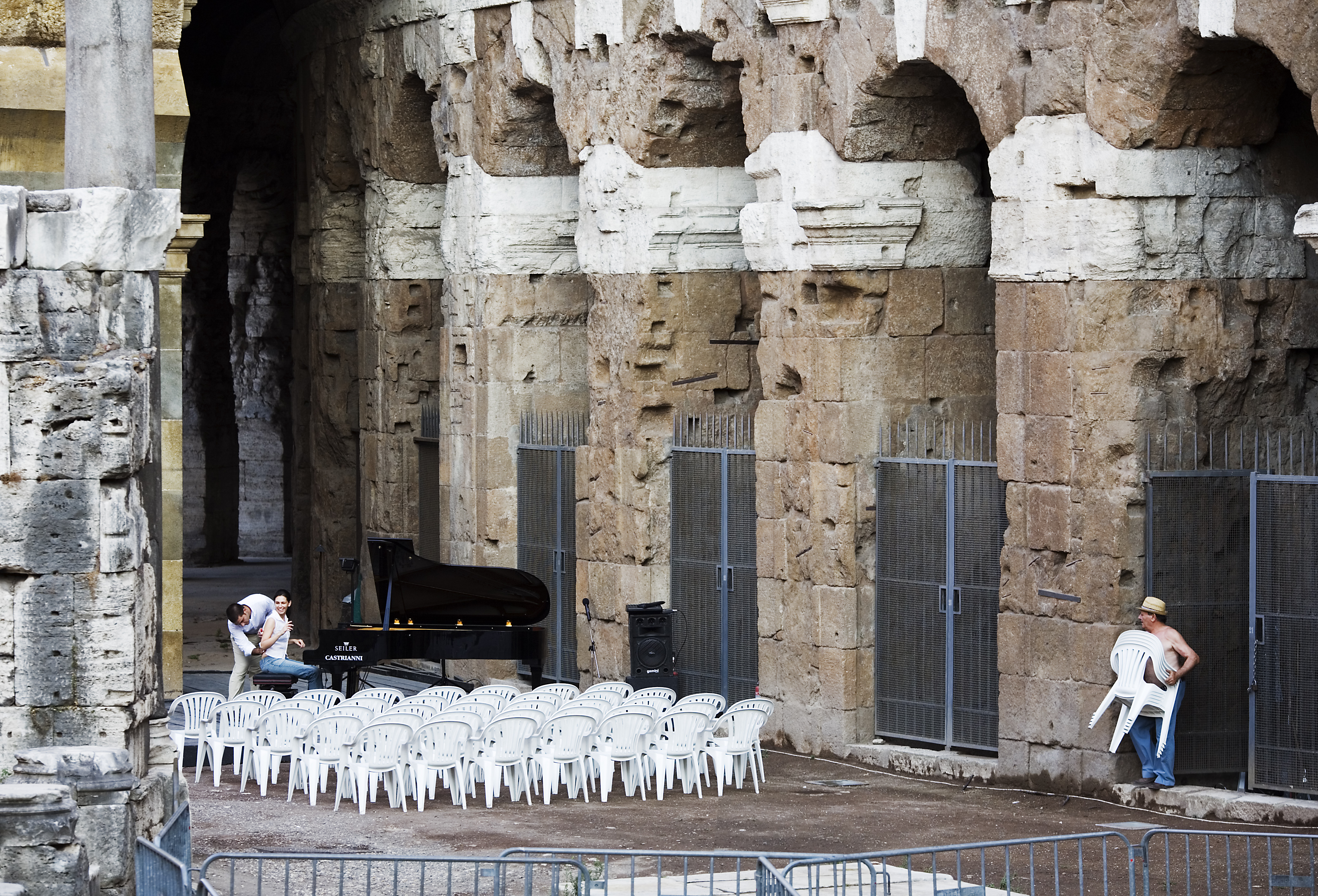
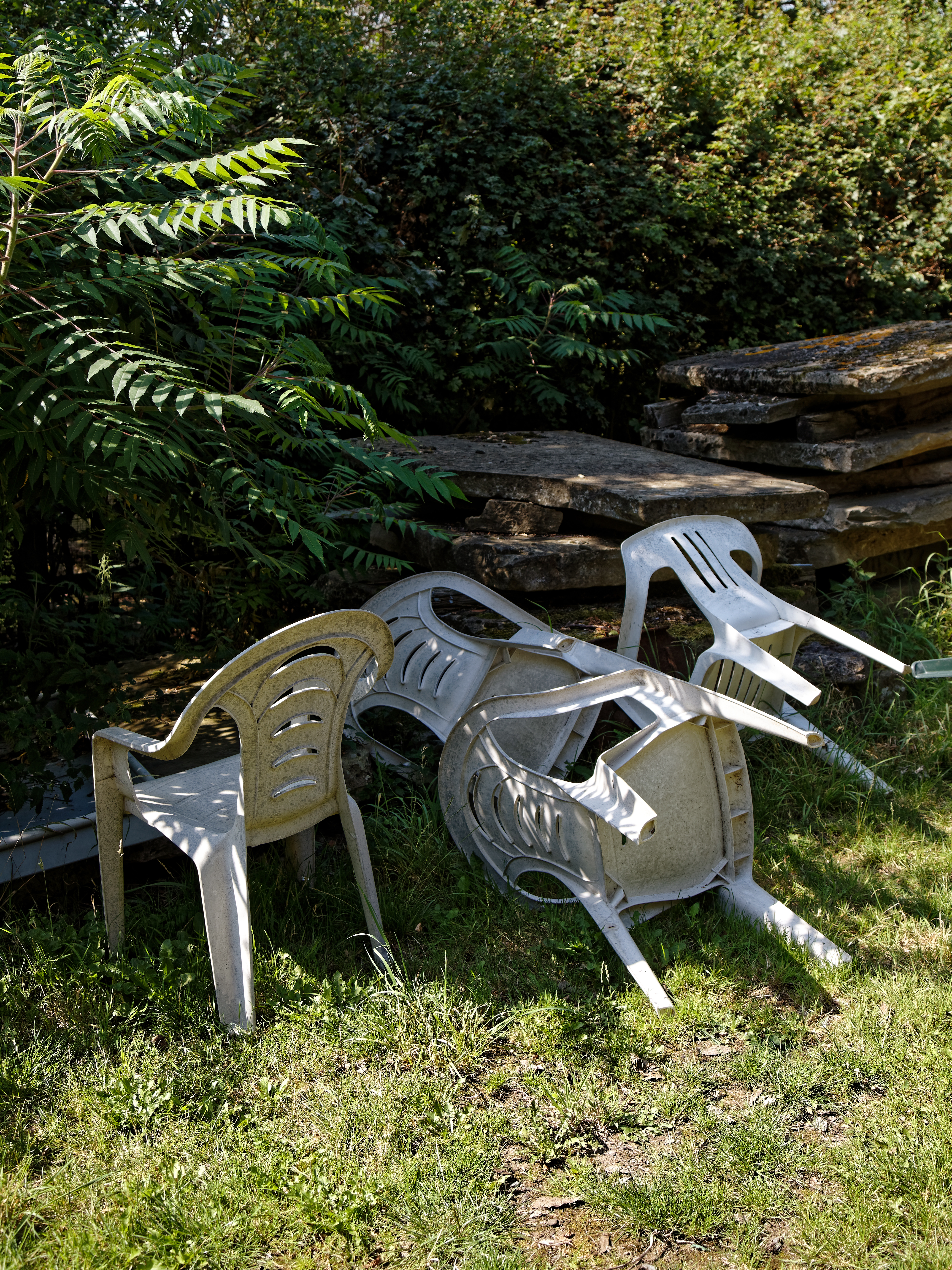
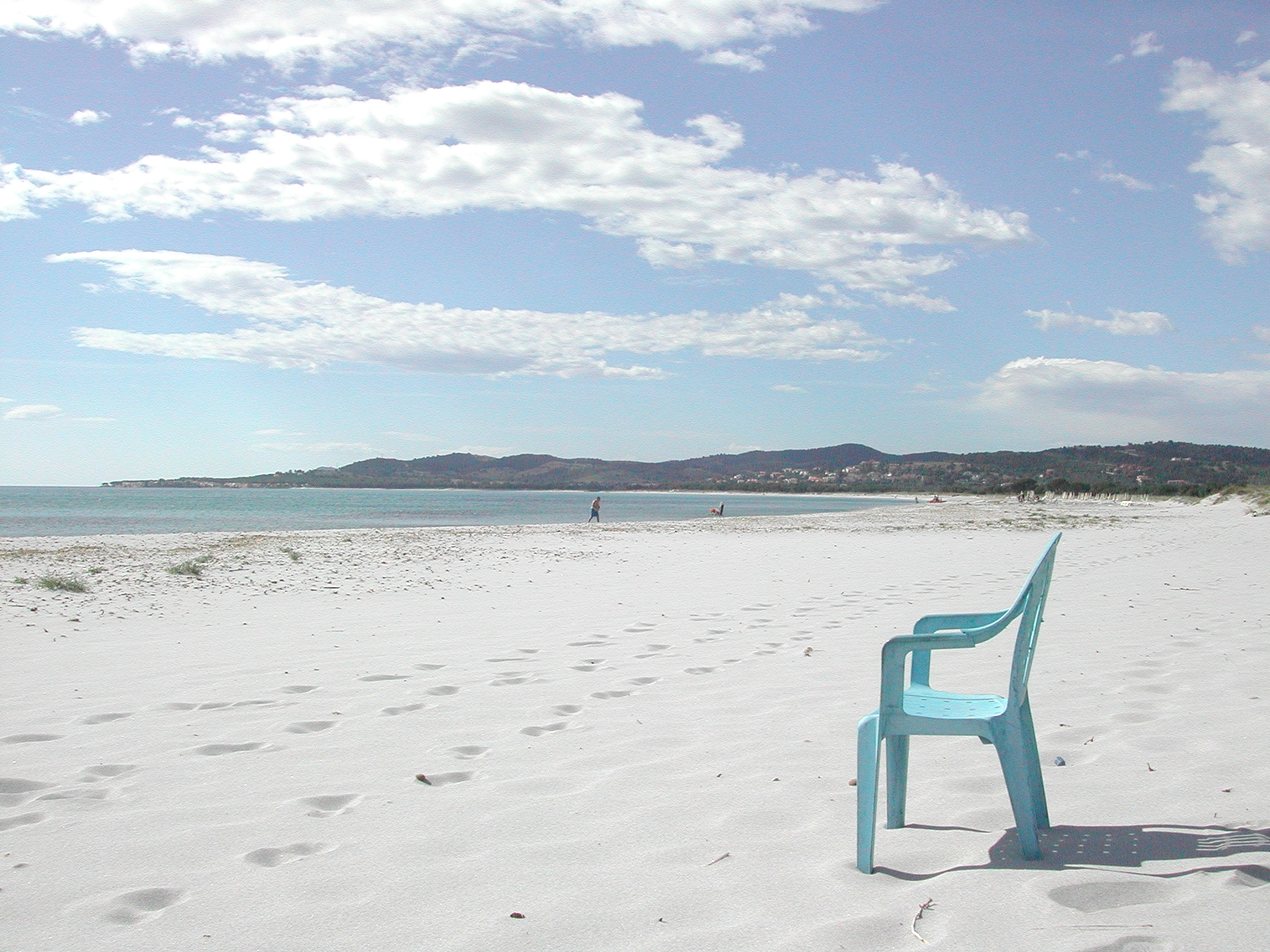

## Exposition notable
- 2008 :  Els millors professors europeus de Manel. La chaise apparaît sur le premier album du groupe catalan.
- 2017  : Monobloc. A chair for the world au Vitra Design Museum de Weil am Rhein.
- 2025 : la Monobloc apparaît sur l’album DeBÍ TiRAR MáS FOToS de Bad Bunny